# Jean-Marie Aerts
Pour les articles homonymes, voir Aerts.
Jean-Marie Aerts est un guitariste belge, un producteur musical, connu en tant que membre du groupe TC Matic, né le 25 mai 1951 à Zeebruges (Bruges) et mort le 21 avril 2024.

## Biographie

### Jeunesse
Fils d'un médecin, Jean-Marie Aerts naît à Zeebruges. Il connaît ses premiers émois à l'écoute de chanteurs italiens des années 1950 en musique. Le père de Jean-Marie joue fréquemment des œuvres classiques au piano. Outre la musique, Jean-Marie Aerts écoute également les bruits côtiers des ports aux alentours. Il commence à s'intéresser aux chanteurs francophones : Jacques Dutronc, Charles Trenet, et se met à faire de la musique sur ce qu'il trouve. À l'âge de seize ans, il reçoit une première guitare, qu'il juge injouable, et ce n'est que lors d'une longue hospitalisation à la suite d'un accident de vélomoteur à l'âge de seize ans que sa sœur lui offre une guitare acoustique espagnole et un livre d'exercices. À dix-sept ans, il est bouleversé par le son de Jan Akkerman, guitariste du groupe Focus, qu'il peut admirer en concert, contrairement à d'autres guitaristes comme Django Reinhardt, Muddy Waters, John Lee Hooker et Lee « Scratch » Perry, qu'il admire tout autant.

### Découverte du Rock 'n Roll
Lors du passage au rock 'n' roll de la décennie des années 1960, l’avenir est dans les instruments électriques, et l'attention de Jean-Marie Aerts se tourne vers le son de Vince Taylor et Jimi Hendrix. Quelque temps plus tard, étudiant en médecine en internat à Gand, il se met à jouer avec d'autres musiciens lors d'une rencontre improvisée avec quelques musiciens fans des Rolling Stones : ses études sont abandonnées après six mois à peine. L'année suivante, il prend des cours de cinéma à l'école Rits. Il délaisse trop souvent ses cours pour le café Het Vermiljoen du quartier du Sablon, où il rencontre des musiciens.
Sa première expérience réelle en tant que guitariste eut lieu au théâtre royal flamand de Bruxelles par l'intermédiaire de Vincent Rouffaer, camarade de classe et fils de Senne Rouffaer, un acteur de la scène bruxelloise : Vincent lui expliqua que son père cherchait un guitariste pour la pièce As You Like It de William Shakespeare.
Jean-Marie Aerts suivit des cours de solfège pendant un an, mais admet qu'il n'y connaît rien, réalité toujours d'actualité. Son premier groupe s'appelle Slipt : il y joue de la guitare avec l'amplificateur au maximum de sa puissance, uniquement pour obtenir un effet de distorsion, technique alors rarement employée. Jean-Marie Aerts a joué quelque temps en compagnie de Raymond van het Groenewoud, Johan Verminnen, personnages de la scène nationale belge, puis démissionna pour de plus hautes ambitions.

### TC Matic
Ses premiers véritables succès, Jean-Marie Aerts les connut au sein du groupe TC Matic, aux côtés du jeune Arno. Il aima tout de suite le son et la musique que proposait Arno, leur son fut repris et imité par The Birthday Party, le groupe qui tournait avec eux sur les scènes européennes de l'époque : plus européen qu'américain, le son de TC Matic en fit le premier groupe rock belge reconnu et célèbre en Europe, notamment grâce aux apports musicaux et au son de Jean-Marie Aerts.

### Carrière en solo
Après TC Matic, Jean-Marie Aerts entreprit une carrière solo au sein du groupe JMX. Il produisit les premiers albums de Urban Dance Squad, Jo Lemaire, Absynthe Minded, Kris De Bruyne ou encore Gorki, entre autres.
Il est notamment en 1989 aussi guitariste sur l´album Novice d´Alain Bashung.
Son attitude, concentrée sur sa musique et son jeu, lors de ses concerts, est une caractéristique de Jean-Marie Aerts. Collectionneur de guitares, il possède une guitare authentique qui appartint à Robert Johnson.
Jean-Marie Aerts habitait la ville d'Aarschot avec son épouse, Miet. En décembre 2005, il est classé 507e au classement des plus grands Belges de tous les temps par le public belge.

### Mort
Jean-Marie Aerts meurt le 21 avril 2024, « après une longue et courageuse bataille ».

## Source
- Interview de Jean-Marie Aerts parue dans le numéro 3394 du magazine HUMO du 20 septembre 2005, par Rudy Vandendaele et Herman Jacobs.